# إيوان هولدن
إيوان هولدن (بالإنجليزية: Euan Holden)‏ هو لاعب كرة قدم أمريكي، ولد في 2 فبراير 1988 في أبردين في المملكة المتحدة. لعب مع ستوكبورت كونتي ونادي بوري ونادي فايله.

## وصلات خارجية
- إيوان هولدن على موقع قاعدة بيانات كرة القدم.إي يو (الإنجليزية)
- إيوان هولدن على موقع Soccerbase.com (لاعب) (الإنجليزية)